# Serra da Freita
A serra da Freita tem como altitude máxima 1100 metros, junto ao Detrelo da Malhada, freguesia de Moldes, do concelho de Arouca.
Está disposta na orientação noroeste-sudeste e estende-se pela freguesia de Albergaria da Serra, no extremo sudeste do concelho de Arouca, pelas freguesias de Manhouce e de Valadares, na ponta oeste do concelho de São Pedro do Sul, e pelas freguesias de Arões e de Cepelos, no extremo nordeste do concelho de Vale de Cambra.
Dois dos seus atractivos naturais são a queda de água da Frecha da Mizarela (a mais alta de Portugal continental) e as Pedras Parideiras ma freguesia de Castanheira.
Contando também com actividades desportivas e de lazer como: escalada (de vários níveis) e percursos pedestres.
Faz parte do maciço da Gralheira, juntamente com a serra da Arada, serra do Arestal e serra de São Macário.
O rio Caima tem aqui a sua nascente na freguesia de Albergaria da Serra seu solo é, essencialmente, do tipo granítico.

## Galeria

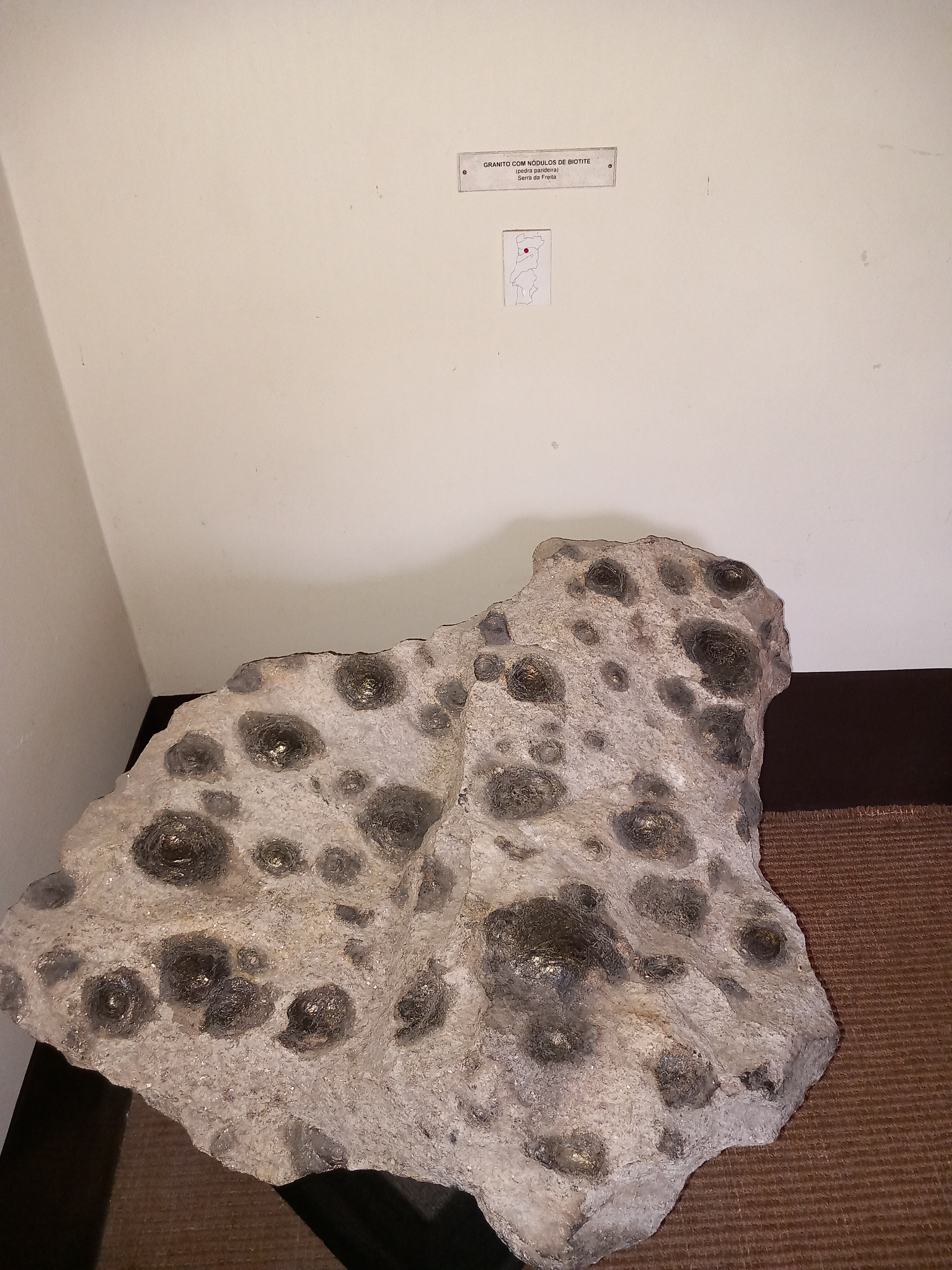
Pedra Parideira (granito com nódulos de biotite) da Serra da Freita, no Museu Geológico de Lisboa
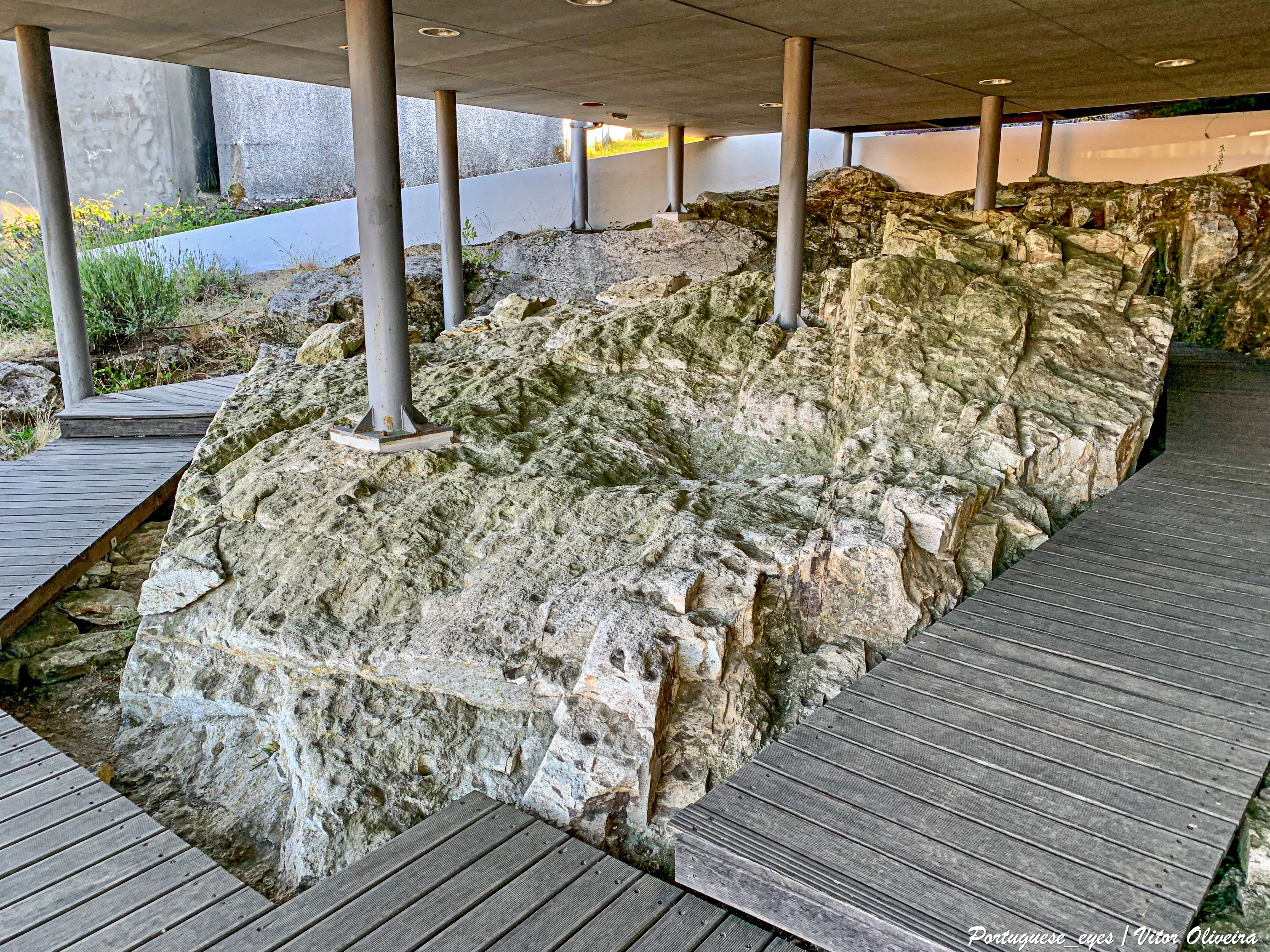
Geossítio no Arouca Geopark
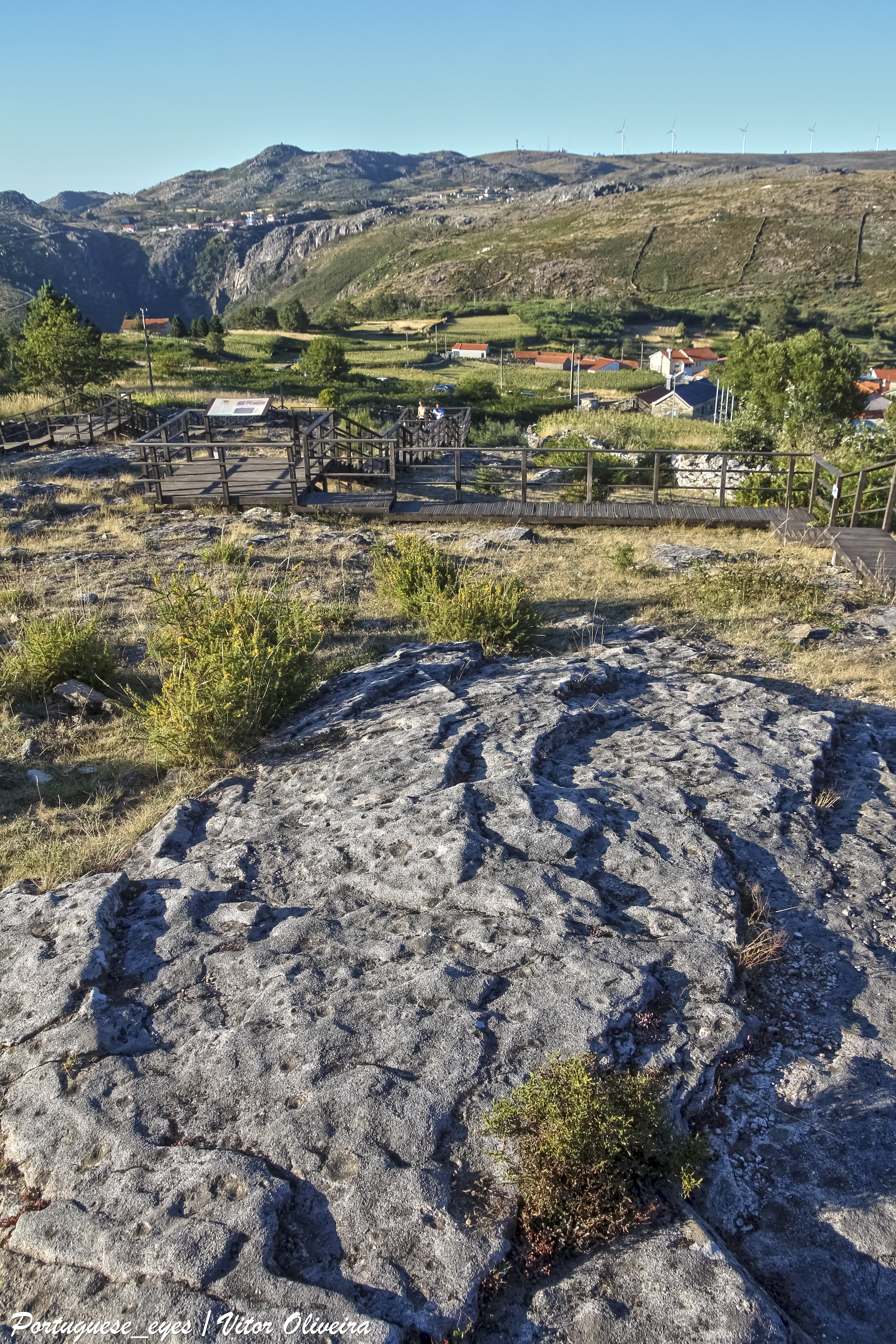
Vista do Arouca Geopark
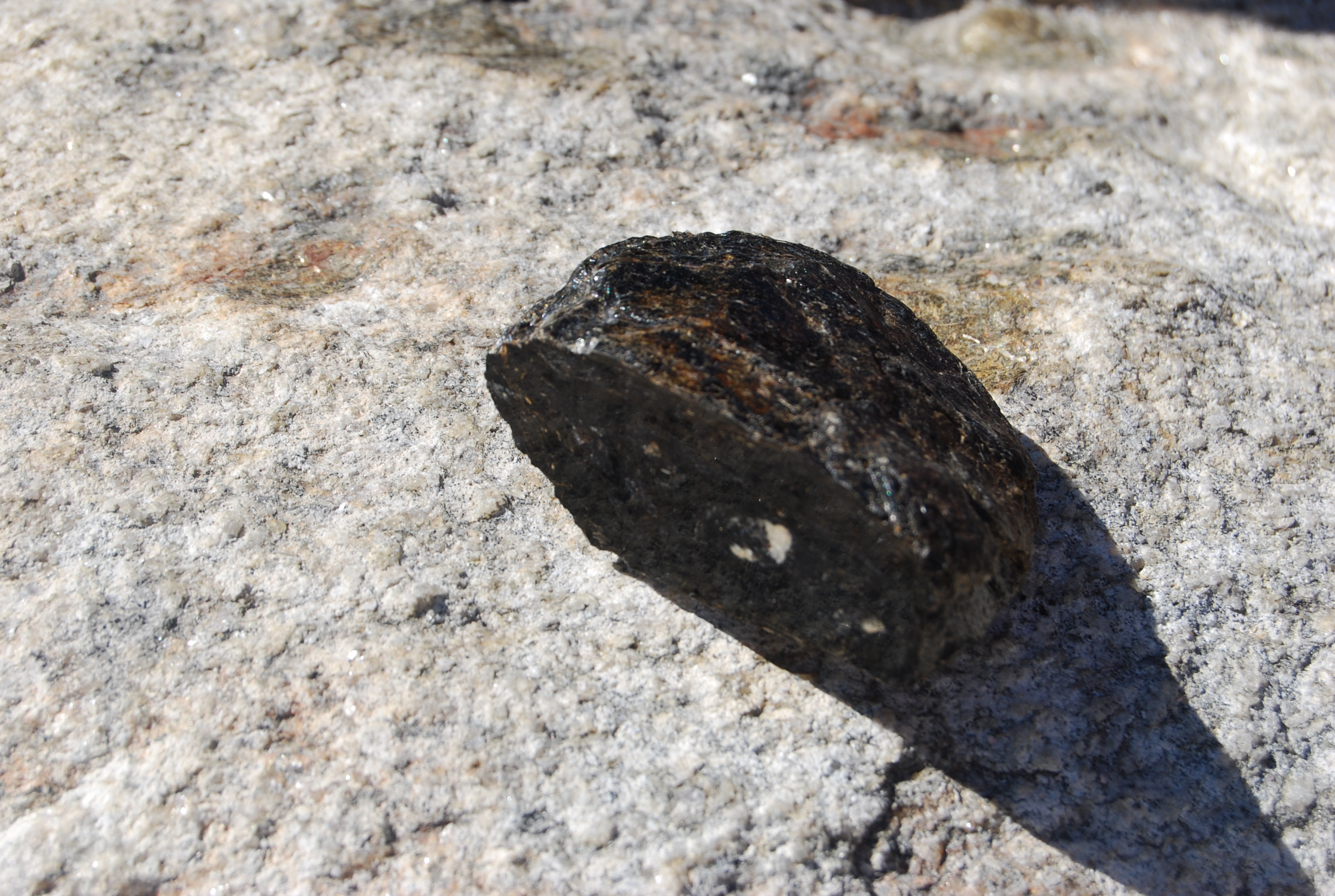
Nódulo de biotite expurgado